# Exo (együttes)
Az EXO (hangul: 엑소, Ekszo; IPA: ˌɛkˈsoʊ) 2012-ben debütált dél-koreai K-pop-együttes, koreai idol. Az együttesnek két alformációja van, hat-hat taggal: a koreai piacra szánt EXO-K és a kínai piacra szánt EXO-M. Nevük az exobolygó szóból származik. 2011-ben alakultak, első kislemezük, a Mama 2012. április 8-án jelent meg, ezzel debütáltak.
2014. május 15-én Kris, október 10-én pedig Luhan is pert indított az S.M. Entertainment ellen szerződése megszüntetését kérve. 2015 decemberében Tao is elhagyta az együttest.

## Tagjai

### Exo-K
| Név                       | Születési dátum    | Életkor | Pozíció      | Állampolgárság |
| ------------------------- | ------------------ | ------- | ------------ | -------------- |
| Szuho (수호, Suho)        | 1991. május 22.    | 33 éves | vezér, vokál | KOR            |
| Bekhjon (백현, Baekhyun)  | 1992. május 6.     | 32 éves | fővokál      | KOR            |
| Cshanjol (찬열, Chanyeol) | 1992. november 27. | 32 éves | vokál, rap   | KOR            |
| D.O. (디오)               | 1993. január 12.   | 32 éves | fővokál      | KOR            |
| Kai (카이)                | 1994. január 14.   | 31 éves | vokál, rap   | KOR            |
| Szehun (세훈, Sehun)      | 1994. április 12.  | 30 éves | rap          | KOR            |

### Exo-M

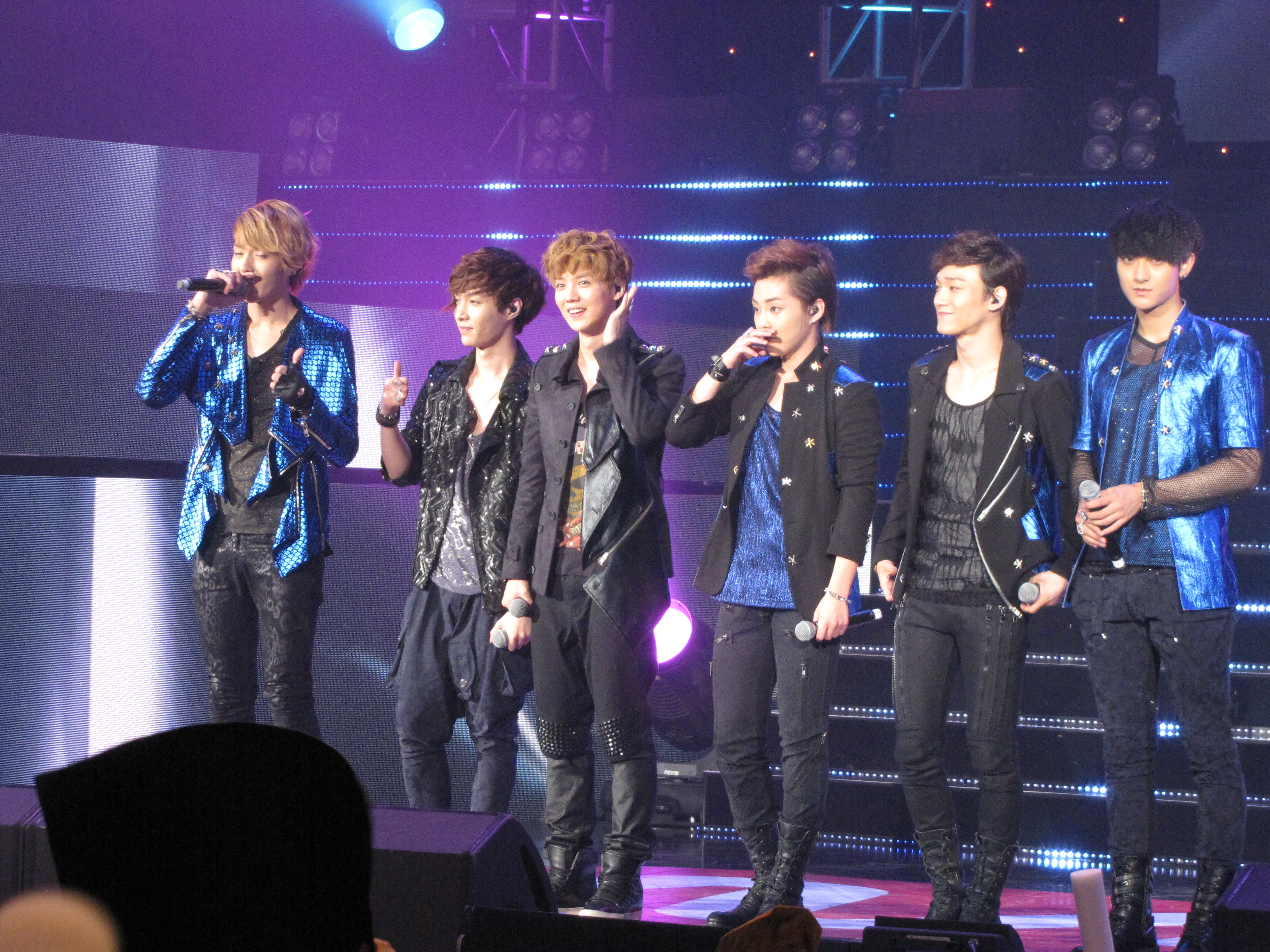
Az EXO-M 2012-ben

| Név                      | Születési dátum      | Életkor | Pozíció | Állampolgárság |
| ------------------------ | -------------------- | ------- | ------- | -------------- |
| Hsziu-min (秀敏, Xiumin) | 1990. március 26.    | 34 éves | vokál   | KOR            |
| Lay                      | 1991. október 7.     | 33 éves | vokál   | CHN            |
| Cshen (첸, Chen)         | 1992. szeptember 21. | 32 éves | fővokál | KOR            |

### Korábbi tagok
| Név                    | Születési dátum   | Életkor | Pozíció    | Állampolgárság |
| ---------------------- | ----------------- | ------- | ---------- | -------------- |
| Kris (inaktív)         | 1990. november 6. | 34 éves | vezér, rap | CAN            |
| Luhan (鹿晗) (inaktív) | 1990. április 20. | 34 éves | fővokál    | CHN            |
| Tao (타오) (inaktív)   | 1993. május 2.    | 31 éves | vokál, rap | CHN            |

## Koreai diszkográfia
Stúdióalbumok
- XOXO (2013)
- Exodus (2015)
- EX'ACT (2016)
- The War: Ko Ko Bop (2017)
- Don`t Mess Up My Tempo (2018)
- Obsession (2019)

Középlemezek
- Mama (2012)
- Miracles in December (2013)
- Overdose (2014)
- Sing for You (2015)
- Coming Over (2016)
- For Life (2016)
- Love Shot (2018)
- Don't Fight the Feeling (2021)

## Filmográfia
Reality TV Shows
- 2013: Exo's Showtime!
- 2014: XOXO EXO!
- 2014: EXO 90:2014

Drama
- 2015: Exo Next Door

## Fordítás
- Ez a szócikk részben vagy egészben  az   Exo (band) című angol Wikipédia-szócikk fordításán alapul.  Az eredeti cikk szerkesztőit annak laptörténete sorolja fel. Ez a jelzés csupán a megfogalmazás eredetét és a szerzői jogokat jelzi, nem szolgál a cikkben szereplő információk forrásmegjelöléseként.